# 斯特凡纳·茹兰
斯特凡纳·茹兰（法語：Stéphane Joulin，1971年1月6日—），法国男子手球运动员。他曾代表法国参加1996年和2000年夏季奥林匹克运动会手球比赛，最好名次是1996年奥运会的第四名。